# Торрі (Юта)
Торрі (англ. Torrey) — місто (англ. town) в США, в окрузі Вейн штату Юта. Населення — 231 особа (2020).

## Географія
Торрі розташоване за координатами 38°18′7″ пн. ш. 111°25′14″ зх. д. / 38.30194° пн. ш. 111.42056° зх. д. (38.302038, -111.420490).  За даними Бюро перепису населення США в 2010 році місто мало площу 1,32 км², уся площа — суходіл. В 2017 році площа становила 4,31 км², уся площа — суходіл.

## Демографія
Згідно з переписом 2010 року, у місті мешкали 182 особи в 86 домогосподарствах у складі 53 родин. Густота населення становила 138 осіб/км².  Було 147 помешкань (111/км²).
Расовий склад населення:
| - 90,7 % — білих - 7,1 % — осіб інших рас |

До двох чи більше рас належало 2,2 %. Частка іспаномовних становила 9,9 % від усіх жителів.
За віковим діапазоном населення розподілялося таким чином: 19,8 % — особи молодші 18 років, 61,5 % — особи у віці 18—64 років, 18,7 % — особи у віці 65 років та старші. Медіана віку мешканця становила 50,2 року. На 100 осіб жіночої статі у місті припадало 97,8 чоловіків;  на 100 жінок у віці від 18 років та старших — 94,7 чоловіків також старших 18 років.
Середній дохід на одне домашнє господарство  становив 44 884 долари США (медіана — 42 500), а середній дохід на одну сім'ю — 43 207 доларів (медіана — 42 813). Медіана доходів становила 51 042 долари для чоловіків та 56 250 доларів для жінок. За межею бідності перебувало 31,5 % осіб, у тому числі 52,1 % дітей у віці до 18 років та 44,9 % осіб у віці 65 років та старших.
Цивільне працевлаштоване населення становило 89 осіб. Основні галузі зайнятості: мистецтво, розваги та відпочинок — 43,8 %, транспорт — 13,5 %, будівництво — 11,2 %.